# Alexandr Fjodorovič Trepov
Alexandr Fjodorovič Trepov (rusky Александр Фёдорович Трепов, 18. záříjul./ 30. září 1868greg., Kyjev-10. listopadu 1928, Nice) byl ruský politik a státník, člen Ruské státní rady, ministr dopravy a ministerský předseda Ruského impéria.
Pocházel ze šlechtického rodu Trepovových, byl synem generála a bratrem šéfa moskevské policie Dmitrije Fjodoroviče Trepova. Absolvoval vojenskou akademii, sloužil v Carské gardě. Od roku 1892 působil jako maršálek šlechty v Perejaslavi. V roce 1906 se stal senátorem a v roce 1914 byl jmenován do Státní rady. Ve funkci ministra dopravy řídil stavbu Murmanské železniční magistrály za účasti válečných zajatců. Jako předseda vlády zastával konzervativní postoje a byl zásadním odpůrcem Grigorije Rasputina. Z funkce byl odvolán po konfliktu s ministrem vnitra Alexandrem Protopopovem, jehož podpořila carevna Alexandra Fjodorovna Ruská.
Po říjnové revoluci odešel do exilu. Žil ve Finsku a pak ve Francii, zúčastnil se kongresu ruských monarchistů v Bad Reichenhallu.